# Falsches Spiel (Roman)
Falsches Spiel (im englischen Original False Colours) ist ein Roman von Georgette Heyer. Er erschien erstmals im Jahr 1963 im Original, die deutsche Erstausgabe im Paul Zsolnay Verlag 1964 in der Übersetzung von Helga Wolff-Itzinger.  Wie die meisten Erzählungen von Heyer spielt diese in der Zeit des Regency.

## Handlung
Kit Fancot kehrt aus Wien, wo er im diplomatischen Dienst tätig ist, nach London zurück, weil er beunruhigt ist: Seinem Gefühl nach ist  Lord Evelyn Denville, sein eineiiger Zwilling, in Gefahr. In der Tat stellt sich heraus, dass Evelyn seit Tagen verschwunden ist, und das, obwohl ein wichtiger Termin ansteht. Evelyn soll der Familie von Cressy Stavely vorgestellt werden, um deren Hand er angehalten hat. Diese Vernunftehe ist notwendig, da er erst nach einer Eheschließung in den Besitz seines eigenen Vermögens kommt, um die enormen Schulden seiner Mutter, der äußerst verschwenderischen, aber charmanten Lady Denville, zu begleichen. Cressy wiederum ist an einer Eheschließung interessiert, da ihr Vater ein zweites Mal geheiratet und es zu ständigen Reibereien mit ihrer Stiefmutter kommt, die nur unwesentlich älter ist als sie.
Kit, der vernünftigere Teil der Zwillinge, lässt sich wider besseres Wissen von seiner leichtlebigen Mutter überreden, anstelle seines Bruders zu dem Zusammentreffen mit Cressys Familie zu gehen, bei dem er der Großmutter von Cressy, Lady Stavely, vorgestellt wird, die ihre Zustimmung zur Eheschließung geben muss. Das Treffen mit Lady Stavely und der gesamten Verwandtschaft verläuft erfolgreich, alle sind von dem jungen Lord angetan. Cressy indes ist verwirrt, weil sie sich sein verändertes Verhalten nicht erklären kann.
Kit verlässt London anschließend umgehend und begibt sich auf das Gut der Familie, damit der Tausch der Zwillinge nicht auffliegt. Lady Stavely bringt jedoch seine Mutter, Lady Denville, dazu, sie und Cressy zu einem längeren Aufenthalt dorthin einzuladen, damit sich die beiden jungen Leute besser kennenlernen können. Cressy, die Evelyn schon einen Korb geben wollte, erkennt bald die Wahrheit, da die Zwillinge zwar äußerlich fast gleich aussehen, aber vom Charakter her äußerst unterschiedlich sind. Sie und Kit verlieben sich ineinander.
Nach einigen Tagen taucht Evelyn auf dem Gut auf: Er hatte einen Unfall mit seinem Phaeton und lag tagelang bewusstlos im Haus der Familie Askham, wo er sich in die Tochter des Hauses verliebte. Da es sich um eine bürgerliche Familie handelt, ist fraglich, ob sein Onkel, der Vermögensverwalter, seine Zustimmung zu dieser Ehe geben und das Vermögen freigeben wird. Die Mutter der Zwillinge, Lady Denville, löst das Problem, indem sie ihren ältlichen, sehr korpulenten und ebenso reichen Verehrer Sir Bonamy Ripple dazu bringt, ihr einen Heiratsantrag zu machen. Dieser ist bereit, ihre enormen Schulden zu übernehmen; es hatte sich ohnehin herausgestellt, dass er Lady Denville schon etliche Male aus der Klemme geholfen hatte. Lady Stavely wird das Verwechslungsspiel enthüllt, und Kit gelingt es, sie mit der neuen Situation zu versöhnen.

## Hauptpersonen
- The Honourable Kit Fancot
- Evelyn Fancot, Earl Denville
- Cressy Stavely
- Lady Amabel Denville
- Lady Albinia Stavely
- Sir Bonamy Ripple

## Ausgaben
Das Buch erschien auf Deutsch seit 1964 in mehreren Verlagen und zahlreichen Auflagen. Allein das bei Rowohlt erstmals 1966 veröffentlichte Taschenbuch wurde in 173.000 Exemplaren gedruckt.